# Guldbagge/Bester Hauptdarsteller
Guldbagge: Bester Hauptdarsteller
Gewinner des schwedischen Filmpreises Guldbagge in der Kategorie Bester Hauptdarsteller (Bästa manliga huvudroll). Das Schwedische Filminstitut vergibt seit 1964 alljährlich seine Auszeichnungen für die besten Filmproduktionen und Filmschaffenden des vergangenen Kinojahres Ende Januar beziehungsweise Anfang Februar auf einer abwechselnd in Stockholm oder Göteborg stattfindenden Gala.
Am erfolgreichsten in dieser Kategorie waren die schwedischen Schauspieler Krister Henriksson (1999 und 2006), Jarl Kulle (1965 und 1983), Stellan Skarsgård (1982 und 1990), Göran Stangertz (1975 und 1998), Max von Sydow (1988 und 1997) und Sven Wollter (1985 und 2002), die es auf je zwei Auszeichnungen brachten. Akteure aus nicht-skandinavischen Ländern konnten sich bisher nicht in die Siegerliste einreihen.

## Preisträger

### 1964–1991
| Jahr | Preisträger           | Filmtitel                             | Deutscher Verleihtitel                                     |                      |
| ---- | --------------------- | ------------------------------------- | ---------------------------------------------------------- | -------------------- |
| 1964 | Keve Hjelm            | Kvarteret Korpen                      | Das Rabenviertel                                           |                      |
| 1965 | Jarl Kulle            | Bröllopsbesvär                        | Die schwedische Hochzeitsnacht                             |                      |
| 1966 | Thommy Berggren       | Heja Roland!                          | Hallo Roland                                               |                      |
| 1967 | Per Oscarsson         | Sult                                  | Hunger                                                     |                      |
| 1968 | Halvar Björk          | Badarna                               | nicht bekannt                                              |                      |
| 1969 | Roland Hedlund        | Ådalen '31                            | Adalen 31                                                  |                      |
| 1970 | Carl-Gustaf Lindstedt | Harry Munter                          | nicht bekannt                                              |                      |
| 1971 | Preis nicht vergeben  | Preis nicht vergeben                  | Preis nicht vergeben                                       |                      |
| 1972 | Eddie Axberg          | Utvandrarna Nybyggarna                | Emigranten Das neue Land                                   |                      |
| 1973 | Gösta Ekman           | Mannen som slutade röka               | Der Mann, der sich das Rauchen abgewöhnte                  |                      |
| 1974 | Allan Edwall          | Emil och griseknoen                   | Immer dieser Michel 3. – Michel bringt die Welt in Ordnung |                      |
| 1975 | Göran Stangertz       | Det sista äventyret                   | nicht bekannt                                              |                      |
| 1976 | Toivo Pawlo           | Hallo Baby                            | nicht bekannt                                              |                      |
| 1977 | Håkan Serner          | Bang! Mannen på taket                 | nicht bekannt Der Mann auf dem Dach                        |                      |
| 1978 | Anders Lönnbro        | Lyftet                                | nicht bekannt                                              |                      |
| 1979 | Anders Åberg          | Kejsaren                              | nicht bekannt                                              |                      |
| 1980 | Peter Lindgren        | Jag är Maria                          | Ich bin Maria                                              |                      |
| 1981 | Ingvar Hirdwall       | Barnens ö                             | Heimliche Ausflüge                                         |                      |
| 1982 | Stellan Skarsgård     | Den enfaldige mördaren                | Der einfältige Mörder                                      |                      |
| 1983 | Jarl Kulle            | Fanny och Alexander                   | Fanny und Alexander                                        |                      |
| 1984 | Preis nicht vergeben  | Preis nicht vergeben                  | Preis nicht vergeben                                       | Preis nicht vergeben |
| 1985 | Sven Wollter          | Mannen från Mallorca Sista leken      | Der Mann aus Mallorca nicht bekannt                        |                      |
| 1986 | Anton Glanzelius      | Mitt liv som hund                     | Mein Leben als Hund                                        |                      |
| 1987 | Erland Josephson      | Amorosa Offret                        | Amorosa Opfer                                              |                      |
| 1988 | Max von Sydow         | Pelle erobreren                       | Pelle, der Eroberer                                        |                      |
| 1989 | Tomas Bolme           | Fordringsägare                        | nicht bekannt                                              |                      |
| 1990 | Stellan Skarsgård     | Kvinnorna på taket Täcknamn Coq Rouge | Frauen auf dem Dach Coq Rouge                              |                      |
| 1991 | Börje Ahlstedt        | Kaninmannen                           | nicht bekannt                                              |                      |

### Preisträger und Nominierungen von 1992 bis 1999
1992
Lasse Åberg – Den ofrivillige golfaren
Rolf Lassgård – Önskas
Antti Reini – Il Capitano

1993
Rolf Lassgård – Mein großer starker Vater (Min store tjocke far)
Thommy Berggren – Sonntagskinder (Söndagsbarn)
Samuel Fröler – Die besten Absichten (Den goda viljan)

1994
Sven Lindberg – Glädjekällan
Peter Haber – Cooler Sommer (Sunes sommar)
Simon Norrthon – Tala! Det är så mörkt

1995
Sven-Bertil Taube – Händerna
Peter Haber – Sommarmord
Tord Peterson – Änglagård – andra sommaren

1996
Loa Falkman – Pensionat Oskar
Peter Haber – Vita lögner
Johan Widerberg – Schön ist die Jugendzeit (Lust och fägring stor)

1997
Max von Sydow – Hamsun
Gösta Ekman – Nu är pappa trött igen!
Rolf Lassgård – Die Spur der Jäger (Jägarna)

1998
Göran Stangertz – Flucht ohne Ausweg (Spring för livet)
Jakob Eklund – Flucht ohne Ausweg (Spring för livet)
Björn Kjellman – Adam & Eva

1999
Krister Henriksson – Veranda för en tenor
Johan H:son Kjellgren – Veranda för en tenor
Rolf Lassgård – Das Glück kommt morgen (Under solen)

### Preisträger und Nominierungen von 2000 bis 2009
2000
Björn Kjellman – Vägen ut
Jakob Eklund – Zero Tolerance – Zeugen in Angst (Noll tolerans)
Mikael Persbrandt – Dödlig drift

2001
Kjell Bergqvist – Liebe in Blechdosen (Den bästa sommaren)
Michalis Koutsogiannakis – Det nya landet
Per Graffman – Sturm der Vergeltung (Före stormen)

2002
Sven Wollter – En sång för Martin
Kjell Bergqvist – Leva livet
Örjan Ramberg – Puder

2003
Michael Nyqvist – Der Typ vom Grab nebenan... (oder wo die Liebe hinfällt) (Grabben i graven bredvid)
Artjom Bogutscharski – Lilja 4-ever
Mikael Persbrandt – Alla älskar Alice

2004
Jonas Karlsson – Detaljer
Jakob Eklund – Om jag vänder mig om
Andreas Wilson – Evil (Ondskan)

2005
Robert Gustafsson – Fyra nyanser av brunt
Michael Nyqvist – Wie im Himmel (Så som i himmelen)
Johan Rheborg – Fyra nyanser av brunt

2006
Krister Henriksson – Sex hopp och kärlek
Peter Andersson – Mun mot mun
Mikael Persbrandt – Bang Bang Orangutang

2007
Gustaf Skarsgård – Förortsungar
Jonas Karlsson – Offside
Anastasios Soulis – Underbara älskade

2008
Michael Segerström – Darling
Jonas Karlsson – Wen man liebt (Den man älskar)
Leonard Terfelt – Leo

2009
Mikael Persbrandt – Die ewigen Momente der Maria Larsson (Maria Larssons eviga ögonblick)
Gustaf Skarsgård – Patrik 1,5
Peter Stormare – Wolf (Varg)

### Preisträger und Nominierungen von 2010 bis 2019
2010
Claes Ljungmark – Eine vernünftige Lösung (Det enda rationella)
Olle Sarri – Apan
Björn Starrin – Bröllopsfotografen

2011
Joel Kinnaman – Snabba Cash
Sebastian Hiort af Ornäs – Sebbe
Bill Skarsgård – Im Weltraum gibt es keine Gefühle (I rymden finns inga känslor)

2012
Sven-Bertil Taube – En enkel till Antibes
Mikael Persbrandt – Stockholm Ost (Stockholm Östra)
Kevin Vaz – Play – Nur ein Spiel? (Play)

2013
Johannes Brost – Avalon
Bengt C. W. Carlsson – Lycka till och ta hand om varandra
Matias Varela – Snabba Cash II

2014
Mikael Persbrandt – Mig äger ingen
Robert Gustafsson – Der Hundertjährige, der aus dem Fenster stieg und verschwand (Hundraåringen som klev ut genom fönstret och försvann)
Matias Varela – Snabba Cash – Livet deluxe

2015
Sverrir Gudnason – Flugparken
David Dencik – Gentlemen
Johannes Bah Kuhnke – Höhere Gewalt (Turist)

2016
Rolf Lassgård – Ein Mann namens Ove (En man som heter Ove)
Filip Berg – Odödliga
Ulrik Munther – Efterskalv

2017
Anders Mossling – Yarden
Jonathan Silén – Det moderna projektet
Lennart Jähkel – Granny’s Dancing on the Table
Milan Dragišic – Min faster i Sarajevo

2018
Fares Fares – Die Nile Hilton Affäre (The Nile Hilton Incident)
Claes Bang – The Square
Reine Brynolfsson – Korparna
Sverrir Guðnason – Borg/McEnroe

2019
Joakim Sällquist – Goliat
Fredrik Dahl – Amatörer
Mikael Persbrandt – Tårtgeneralen
Sebastian Ljungblad – Goliat

### Preisträger und Nominierungen ab dem Jahr 2020
2020
Levan Gelbakhiani – Als wir tanzten (And Then We Danced)
Gustaf Skarsgård – 438 dagar
Matias Varela – 438 dagar
Johannes Kuhnke – Jag kommer hem igen till jul
Jonas Karlsson – Quick – Die Erschaffung eines Serienkillers
2021
Uje Brandelius – Spring Uje spring
Adel Darwish – Ghabe
Rolf Lassgård – Mein Vater Marianne (Min pappa Marianne)
Johan Rheborg – Orca
2022
Jonas Karlsson – Das wundersame Weihnachtsfest des Karl-Bertil Jonsson (Sagan om Karl-Bertil Jonssons julafton)
Mustapha Arab – Winterbucht (Vinterviken)
Erik Enge – Tiger (Tigers)
Gustaf Skarsgård – Utvandrerna
2023
Granit Rushiti – Ich bin Zlatan (Jag är Zlatan)
Tawfeek Barhom – Die Kairo Verschwörung (Boy from Heaven)
Oscar Töringe – Comedy Queen
Sven Wollter – Dag för dag